# 努瓦雷蒙
努瓦雷蒙（法語：Noirémont，法語發音：[nwaʁemɔ̃]）是法国瓦兹省的一个市镇，属于克莱蒙区。

## 地理
努瓦雷蒙（49°33'1"N, 2°12'41"E）面积6.37 平方千米，位于法国上法蘭西大區瓦兹省，该省份为法国北部内陆省份，北起索姆省，西接厄尔省和滨海塞纳省，南至塞纳-马恩省和瓦兹河谷省，东临埃纳省。
与努瓦雷蒙接壤的市镇（或旧市镇、城区）包括：弗鲁瓦西、拉绍塞迪布瓦代屈、莫莱尔、拉讷维尔圣皮埃尔、努瓦耶圣马丹、布雷什河畔勒伊、圣厄苏瓦。

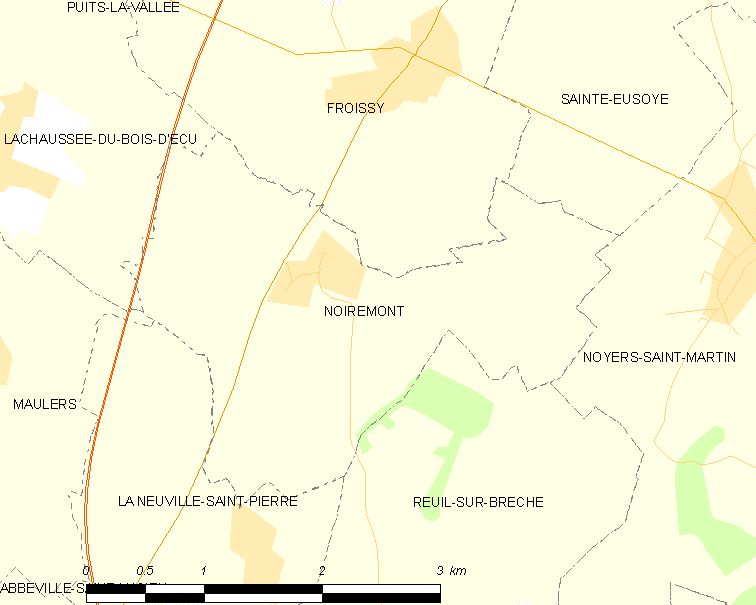
努瓦雷蒙的OSM定位图

努瓦雷蒙的时区为UTC+01:00、UTC+02:00（夏令时）。

## 行政
努瓦雷蒙的邮政编码为60480，INSEE市镇编码为60465。

## 政治
努瓦雷蒙所属的省级选区为圣瑞斯特昂绍塞县。

## 人口

1962-2008年间努瓦雷蒙人口变化图示

努瓦雷蒙于2022年1月1日时的人口数量为187人。